# Santalum lanceolatum
Santalum lanceolatum är en sandelträdsväxtart som beskrevs av Robert Brown. Santalum lanceolatum ingår i släktet Santalum och familjen sandelträdsväxter. Inga underarter finns listade i Catalogue of Life.